# Schema Magnet URI
Lo Schema Magnet URI è uno standard de facto per definire uno schema URI di Magnet link (letteralmente "collegamenti magnetici"), usati principalmente per fare riferimento a risorse disponibili per lo scaricamento attraverso reti p2p.
Come un collegamento, identifica un file, non dal luogo o dal nome ma dal contenuto; più precisamente dal valore di hash del contenuto.
Da ciò si fa riferimento a un file basandosi sul contenuto o i metadati piuttosto che dal luogo, un magnet  link lo si può considerare come un tipo di Uniform Resource Name, piuttosto che come un semplice URL.
Sebbene possa essere usato per altre applicazioni, è particolarmente utile nel contesto p2p, perché permette alle risorse di far riferimento senza il bisogno di un host disponibile.

## Storia
Lo standard è stato sviluppato nel 2002.
Le applicazioni che supportano i magnet link sono: Vuze, BearShare, DC++, Deluge, Gtk-gnutella, Kazaa, LimeWire, FrostWire, Morpheus, qBittorrent (dalla v1.5.0), Shareaza, MLdonkey, aMule, KCeasy, TrustyFiles, Transmission, Fopnu, Flush, Ktorrent, μTorrent, BitTorrent e Free Download Manager.

## Descrizione
magnet:?xt=urn:sha1:YNCKHTQCWBTRNJIV4WNAE52SJUQCZO5C
I collegamenti magnetici possono contenere più di un parametro, i quali sono separati l'uno dall'altro da '&'.
L'ordine dei parametri non è documentato. Per alcuni valori è importante la corretta analisi sintattica dei magnet link client.

### Parametri
- dn (Display Name) (nome) - Nome del file
- xl (eXact Length) (Lunghezza esatta) - Grandezza in Byte
- xt (eXact Topic) (argomento esatto) - URN che contiene il file hash
- as (Acceptable Source) (sorgente accettabile) - Indirizzo web al file in rete
- xs (eXact Source) (risorsa esatta) - Indirizzo P2P.
- kt (Keyword Topic) (parola chiave) - Parole chiave per la ricerca
- mt (Manifest Topic) - collegamento al metafile che contiene una lista di magnet (MAGMA - MAGnet MAnifest)
- tr (address TRacker) (indirizzo del tracciatore) - Tracciatore URL per lo scaricamento da BitTorrent